# Flampourési
Flampourési är en ort i Grekland.   Den ligger i prefekturen Trikala och regionen Thessalien, i den centrala delen av landet, 260 km nordväst om huvudstaden Aten. Flampourési ligger 809 meter över havet och antalet invånare är 191.
Terrängen runt Flampourési är huvudsakligen kuperad, men den allra närmaste omgivningen är platt. Runt Flampourési är det mycket glesbefolkat, med 6 invånare per kvadratkilometer. Närmaste större samhälle är Kalampáka, 15,9 km sydväst om Flampourési. Omgivningarna runt Flampourési är en mosaik av jordbruksmark och naturlig växtlighet.